# Mark Tobey
Mark Tobey, född 11 december 1890 i Centerville, Wisconsin, död 24 april 1976 i Basel, Schweiz, var en amerikansk målare.

## Biografi
Tobey var yngst av fyra barn i kongregationalistisk familj. Fadern, som var snickare och husbyggare, skulpterade djur i sten och ritade ibland djur för unge Mark att klippa ut med sax. År 1893 bosatte sig familjen i Chicago. Tobey studerade vid Art Institute of Chicago 1906-08, men, liksom andra i Northwest School, var han mest självlärd. År 1911 flyttade han till New York där han arbetade som modeillustratör för McCalls. 
Tobey debuterade med en utställning hos Knoedler & Company i nedre Manhattan 1917. Följande år kom han i kontakt med Bahá'í Juliet Thompson, porträttkonstnär i New York - en medarbetare till Khalil Gibran - och poserade för henne. Under sessionen, läste han en del Bahá'í-litteratur och accepterade en inbjudan till Green Acre där han konverterade till Bahá'í-tron. Hans konvertering ledde honom till att undersöka representationen av andlighet i konsten. De följande åren studerade Tobey arabisk litteratur och östasiatisk filosofi.

## Karriär
År 1922 träffade Tobey Teng Kuei, en kinesisk målare och student vid University of Washington, som introducerade Tobey till österns handstil och han började då utforska kinesisk kalligrafi. År 1925, i början av hans livslånga resor, flyttade han till Europa och bosatte sig i Paris där han träffade Gertrude Stein. Han tillbringade en vinter i Châteaudun, men reste även till Barcelona och Grekland. I Konstantin, Beirut och Haifa, studerade han arabisk och persisk skrift.
År 1929 deltog Tobey i en utställning som markerade en förändring i hans liv: en separatutställning på Romany Maries Cafe Gallery i New York. Alfred H. Barr, Jr, då intendent på Museum of Modern Art (MoMA), såg utställningen och valde flera bilder till att ingå i MoMA:s utställning 1930: Målning och skulptur av levande amerikaner. År 1931 blev Tobey fast anställd vid Elmhurst Progressive School där han undervisade på Dartington Hall i Devon och måla fresker för skolan.
Tobey första separatutställning skedde på Seattle Art Museum 1935. Någon gång i november eller december samma år lyssnade han, medan han arbetade på natten på Dartington Hall, på hästarnas frustande på fältet utanför hans fönster, och målade en serie av tre målningar, Broadway, Wellcome Hero, och Broadway Norm, i den stil som skulle bli känd som "vitskriftstil" (en sammanflätning av fina vita linjer).
Tobey hade tänkt att återgå till undervisning i England 1938, men de ökande krigsspänningarna i Europa höll honom kvar i USA. Istället började han arbeta på Federal Art Project, under överinseende av Inverarity. År 1942, åtföljdes Tobeys process av abstraktionism av nya kalligrafiska experiment. Marian Willard vid Willard Gallery i New York hade sett några av hans målningar från World Progress Administration och höll en utställning av hans konst 1944, vilket blev en stor framgång. År 1945 gav han en separatutställning på Portland Art Museum i Oregon, och Arts Club of Chicago höll separatutställningar av hans arbeten 1940 och 1946.
Tobey hade även utställning på New Yorks Whitney Museum 1951. Han tillbringade också tre månader som gästkritiker för doktorandarbeten vid Yale University på inbjudan av Josef Albers och hade sin första retrospektiva utställning på California Palace i Legion of Honor i San Francisco.
Den 28 september 1953 publicerade Life magazine en artikel om Tobey, Guy Anderson, Kenneth Callahan, och Morris Graves med titeln "Mystic Painters of Northwest", som placerade dem i det nationella rampljuset. De fyra ansågs grundarna av Northwest-skolan. Han höll en separatutställning på Galerie Jeanne Bucher i Paris 1955, och reste till Basel och Bern. Han började sedan med bläcksprutmålningar två år senare. År 1958 blev han den andre amerikanen, efter James McNeill Whistler, att vinna det internationella Stora priset vid Venedigbiennalen.

## Eftermäle
Minst fem av Tobeys verk finns i de permanenta samlingarna på Museum of Northwest Art. Hans arbeten kan också hittas i de flesta större museerna i USA och internationellt, inklusive Smithsonian American Art Museum, Tate Gallery i London, Museum of Modern Art i New York, den Metropolitan Museum of Art, Whitney Museum of American Art, Victoria and Albert Museum, British Museum och han är representerad vid bland annat Göteborgs konstmuseum och Moderna museet
Det har varit minst fyra postuma separatutställningar av Tobeys arbete: National Gallery of Art, Washington, DC, USA, 1984, Museum Folkwang, Essen, Tyskland, 1989, Galerie Beyeler, Basel, Schweiz, 1990 och Museo Reina Sofía, Madrid, 1997-1998 där utställningen innehöll omkring 130 verk från 56 olika samlingar, som omfattar hans måleri åren 1924-1975.

## Utmärkelser
- 1968, "Commander, Arts and the Letters of the French Government"
- 1961, första pris, Carnegie International, Pittsburgh
- 1959, the Painting Prize at the Venice Biennale i Venedig
- 1956, utvald till National Institute of Arts and Letters
- 1956, Guggenheim International Award